# Église Notre-Dame d'Ouilly-le-Vicomte
Pour les articles homonymes, voir Église Notre-Dame.
L'église Notre-Dame d'Ouilly-le-Vicomte est un édifice catholique qui se dresse sur le territoire de la commune française d'Ouilly-le-Vicomte, dans le département du Calvados, en région Normandie.
L'église est inscrite aux monuments historiques.

## Localisation
L'église est située au sud-ouest du bourg d'Ouilly-le-Vicomte, dans le département français du Calvados.

## Description
L'église arbore des parements polychromes de pierres et de briques.

## Protection aux monuments historiques
L'église est inscrite au titre des monuments historiques par arrêté du 19 juillet 1926.